# Wheels Are Turnin'
| 전문가 평가 | 전문가 평가 |
| 평가 점수   | 평가 점수   |
| 출처        | 점수        |
| ----------- | ----------- |
| Allmusic    | [ 1 ]       |

《Wheels Are Turnin'》은 1984년 11월 5일에 발매된 미국의 록 밴드 REO 스피드왜건의 열한 번째 스튜디오 음반이다. 이 음반은 빌보드 200에서 7위에 오른 《Good Trouble》과 동률을 이룬 두 번째 베스트셀러 음반이다. 리드 싱글은 빌보드 핫 100에서 29위로 주춤했던 〈I Do' Wanna Know〉이다. 그러나 두 번째 싱글인 〈Can't Fight This Feeling〉은 REO 스피드왜건의 두 번째이자 최장수 싱글 1위였다. 발매된 다른 싱글곡들은 〈One Lonely Night〉와 〈Live Every Momention〉이었다. 이 싱글들은 또한 빌보드 핫 100의 톱 40에 도달하여 각각 19위와 34위에 도달했다. 이 음반의 싱글들은 빌보드 차트에서도 성공을 거두었는데, 〈Can't Fight This Feeling〉과 〈I Do' Wanna Know〉는 각각 메인스트림 록 차트 5위에 올랐고, 〈One Lonely Night〉는 17위에 도달했고, 〈Can't Fight This Feeling〉과 〈One Lonely Night〉는 어덜트 컨템포러리 차트에서 각각 3위와 10위에 올랐다.

## 배경
《빌보드》의 기자 킴 프리먼은 〈I Do' Wanna Know〉가 〈Can't Fight This Feeling〉보다 먼저 발매된 것이 "실수"로 여겨질 수 있다고 지적했다. 그러나 두 곡을 모두 작곡한 리드 보컬 케빈 크로닌은 이에 동의하지 않으며, "모든 싱글이 히트를 노리고 발매되는 것은 아니다"라고 밝혔다. 음악 칼럼니스트 폴 그레인은 〈Can't Fight This Feeling〉이 발매되기 전까지 《Wheels Are Turnin'》의 초기 판매가 부진했던 이유를 〈I Do' Wanna Know〉가 팝 라디오에서 성공하지 못한 데 있다고 분석하며, 두 번째 싱글이 발매된 후에야 음반 판매가 본격적으로 상승했다고 언급했다.
2013년, 이 음반은 영국 소재 레이블인 록 캔디 레코드에 의해 CD로 재발매되었으며, 확장된 라이너 노트와 사진이 포함되었다. LP 버전에는 잘라낸 스트로보스코프가 수록되어 있었다.

## 곡 목록
| #  | 제목                  | 작사·작곡                      | 재생 시간 |
| -- | --------------------- | ------------------------------ | --------- |
| 1. | 〈I Do' Wanna Know〉  | 케빈 크로닌                    | 4:12      |
| 2. | 〈One Lonely Night〉  | 닐 도우티                      | 3:20      |
| 3. | 〈Thru the Window〉   | 브로스 홀, 제프리 B. 홀        | 5:01      |
| 4. | 〈Rock 'N Roll Star〉 | 크로닌, 톰 켈리, 게리 리치래스 | 3:40      |
| 5. | 〈Live Every Moment〉 | 크로닌                         | 4:56      |

| #  | 제목                         | 작사·작곡              | 재생 시간 |
| -- | ---------------------------- | ---------------------- | --------- |
| 6. | 〈Can't Fight This Feeling〉 | 크로닌                 | 4:54      |
| 7. | 〈Gotta Feel More〉          | 크로닌, 켈리, 리치래스 | 4:26      |
| 8. | 〈Break His Spell〉          | 리치래스               | 2:57      |
| 9. | 〈Wheels Are Turnin'〉       | 크로닌                 | 5:47      |

## 인증
| 국가                       | 인증        | 판매량/출하량 |
| -------------------------- | ----------- | ------------- |
| 캐나다 (뮤직 캐나다)       | 플래티넘    | 100,000^      |
| 미국 (RIAA)                | 2× 플래티넘 | 2,000,000^    |
| ^출하량을 기반으로 한 인증 |             |               |